# لون شعر الإنسان

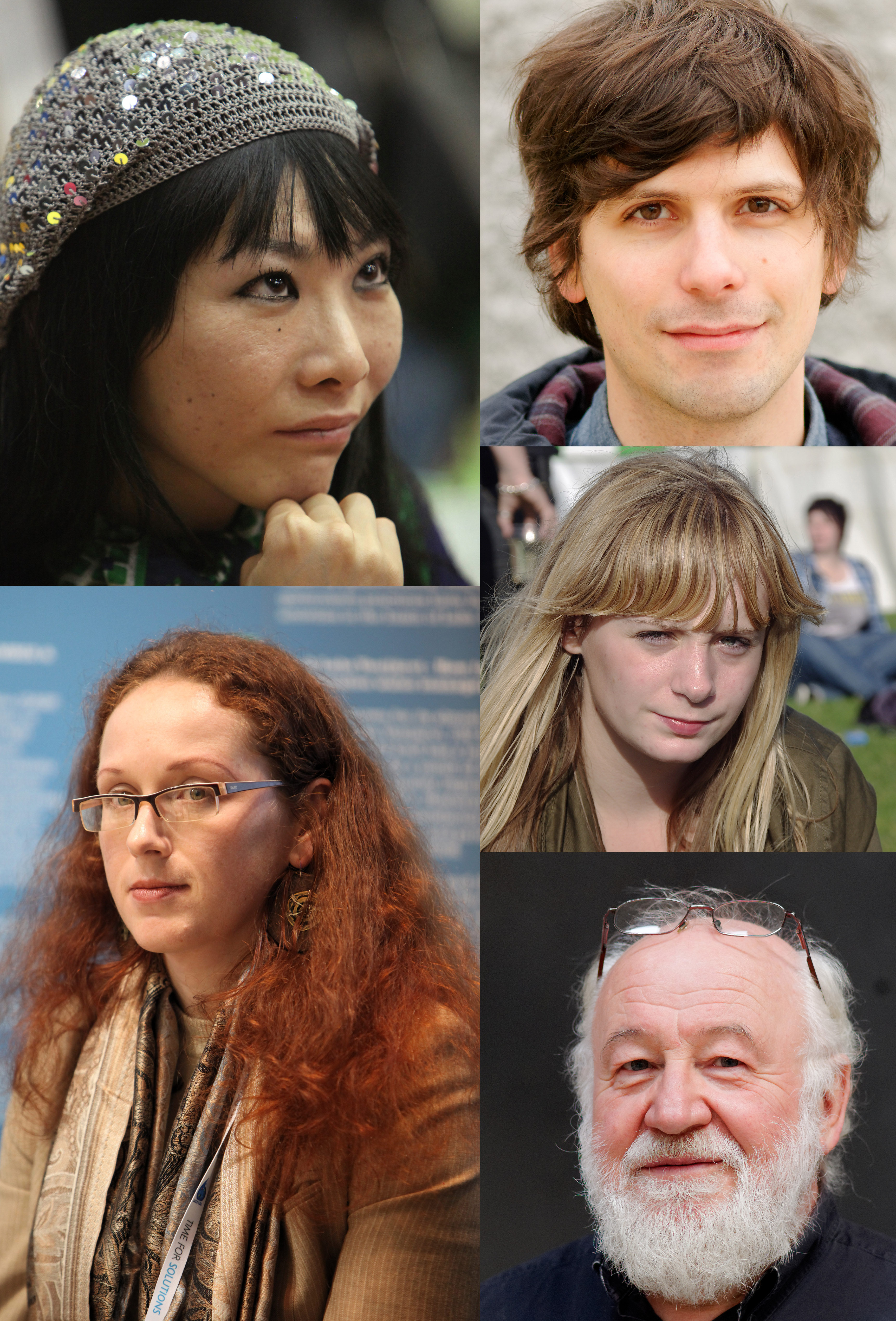
مجموعة متنوعة من ألوان الشعر من أعلى اليسار مع عقارب الساعة: أسود، بني، أشقر، أبيض، أحمر.

لون الشعر هو تصبغ بصيلات الشعر بسبب نوعين من الميلانين: السوي (Eumelanin) و(pheomelanin). عموما إذا كان الميلانين أكثر هو الموجود سيكون لون الشعر أغمق اما إذا كانت أقل السوي فإن (Eumelanin) هو الحاضر، ولون الشعر أفتح. مستويات الميلانين يمكن أن تختلف مع مرور الوقت وهذا يسبب تغير لون الشعر الشخص ، وأنه من الممكن أن تكون بصيلات الشعر من أكثر من لون واحد على نفس الشخص.
ترتبط بعض ألوان الشعر ببعض المجموعات العرقية نظرًا لارتفاع معدل تكرار لون شعر معين داخل منطقتهم الجغرافية. على سبيل المثال، الشعر الداكن الأملس بين سكان شرق آسيا، والتنوع الكبير من الشعر الداكن والفاتح والمجعد والمتموج والكثيف بين الأوروبيين، الشعر المجعد الداكن والشعر الحلزوني الفريد لدى الأفارقة، في حين أن الشعر الرمادي أو الأبيض أو «الفضي»، غالبًا ما يرتبط بالعمر والحكمة.

## جينات ووراثة لون الشعر
الأساس الجيني الكامل للون الشعر معقد وغير مفهوم تمامًا. يُعتقد أن الحمض النووي التنظيمي معني بدرجة كبيرة في تلون البشر بشكل عام، وقد حددت دراسة أجراها برانيكي في عام 2011، 13 اختلافًا في الحمض النووي عبر 11 جينًا مختلفًا، يمكن استخدامها للتنبؤ بلون الشعر.
يعطي نوعان من الصبغات الشعر لونه، وهما إيوميلانين أسود-بني، وفيوميلانين بني محمر/ أصفر محمر، تصنعها الخلايا الصبغية. داخل الخلايا الصبغية، يتم تحويل التيروزين إلى L-DOPA ثم L-dopaquinone، والذي يتشكل بدوره إلى فيوميلانين أو يوميلانين.
تنشأ الأنماط الظاهرية المختلفة للون الشعر في المقام الأول نتيجةً لتفاوت نسب هذين الصبغتين في البشر، مع أن الأوروبيين يظهرون أكبر نطاق في التصبغ بشكل عام. بالإضافة إلى ذلك، يمكن أن تؤثر العوامل الوراثية والبيئية الأخرى على لون الشعر عند البشر؛ على سبيل المثال، يمكن أن تؤدي الطفرات في جين مستقبل الميلانوكورتين 1 (MC1R) إلى ظهور شعر أحمر أو بني محمر، ويمكن أن يؤدي التعرض للأشعة فوق البنفسجية إلى تلف الشعر وتغيير لونه. تؤدي الأشعة فوق البنفسجية إلى تكوين عدد أكبر من المركبات، من ضمنها pro-opiomelanocortin (POMC) وα-MSH وACTH، والنتيجة النهائية هي زيادة إنتاج الإيوميلانين. تأتي معظم الأشعة فوق البنفسجية من الشمس، وبالتالي يميل السكان في الأماكن القريبة من خط الاستواء إلى أن يكون لديهم شعر أغمق، لأن للأوميلانين بشكل عام حماية أكبر من الضوء مقارنة بـ الفيوميلانين.
يصبغ الفيوميلانين الشعر باللون البرتقالي والأحمر. الأوميلانين، الذي يحتوي على نوعين فرعيين من الأسود أو البني، يحدد درجة قتامة لون الشعر. يؤدي المزيد من الأوميلانين الأسود إلى شعر أكثر سوادًا، ويؤدي المزيد من الميلانين البني إلى شعر بني. يحتوي شعر جميع البشر على قدر من الصبغتين. أكثر من 95٪ من محتوى الميلانين في الشعر الأسود والبني هو أوميلانين. يوجد الفيوميلانين بشكل عام بتراكيز مرتفعة في الشعر الأشقر والأحمر, وهو ما يمثل حوالي ثلث محتوى الميلانين الكلي. إذا لم يكن هناك يوميلانين أسود، فالنتيجة هي اللون الأصهب. ينتج الشعر الأشقر عن كميات صغيرة من مادة الأوميلانين البني التي لا تحتوي على مادة الأوميلانين السوداء.

## ألوان الشعر الطبيعية
يمكن أن يكون لون الشعر الطبيعي أسود أو بني أو أحمر أو أشقر أو أبيض.

### مقياس التدرج اللوني
مقياس Fischer-Saller، المسمى باسم Eugen Fischer وKarl Saller، يستخدم في الأنثروبولوجيا الفيزيائية والطب لتحديد ظلال لون الشعر. يستخدم المقياس التسميات التالية: A (أشقر فاتح جدًا)، B إلى E (أشقر فاتح)، F إلى L (أشقر)، M إلى O (أشقر داكن)، P إلى T (بني فاتح إلى بني)، U إلى Y (بني غامق إلى أسود) والأرقام الرومانية من الأول إلى الرابع (أحمر) ومن الخامس إلى السادس (أشقر أحمر).

### الشعر الأسود
الشعر الأسود هو أغمق لون للشعر. يحتوي على كميات كبيرة من مادة الإيوميلانين وهو أكثر كثافةً من ألوان الشعر الأخرى.

### الشعر البني
الشعر البني هو ثاني أكثر ألوان شعر الإنسان شيوعًا بعد الأسود. يتميز الشعر البني بمستويات أعلى من مادة الأوميلانين وانخفاض مستويات الفيوميلانين. من بين نوعي الأوميلانين (الأسود والبني)، يمتلك الأشخاص ذوو الشعر البني يوميلانين بني. لديهم أيضًا خُصل شعر متوسطة الكثافة. غالبًا ما تُعرف الفتيات أو النساء ذوات الشعر البني بالسمراوات.
شعر الكستناء هو لون شعر يميل إلى الاحمرار من الشعر البني. على عكس شعر الكستناء، يكون الشعر الكستنائي المحمر أغمق. شعر الكستناء شائع بين الشعوب الأصلية في شمال ووسط وغرب وشرق أوروبا.

### الشعر البني المحمر
يتراوح الشعر البني المحمر على طول طيف من الضوء إلى ظلال بنية حمراء داكنة. المواد الكيميائية التي تسبب الشعر الأحمر هي الأوميلانين (البني) والفيوميلانين (الأحمر)، مع نسبة أعلى من الفيوميلانين المسبب للون الأحمر مقارنة بالشعر البني المتوسط. الشعر البني المحمر هو الأكثر شيوعًا لدى الأفراد المنحدرين من شمال وغرب أوروبا. يمكن أن يكون أيضًا نتيجة طفرة في جين مستقبل الميلانوكورتين 1.

### الشعر الأحمر
يتراوح الشعر الأحمر بين ظلال البرتقالي والبرتقالي البني والنحاسي والأحمر تمامًا. يحتوي الشعر الأحمر على أعلى كميات من مادة الفيوميلانين حوالي 67٪، ومستويات منخفضة من مادة الأيوميلانين عادة. وبنسبة 1-2٪ من سكان غرب أوراسيا، يعتبر لون الشعر الأقل شيوعًا في العالم. يوجد بشكل بارز في الجزر البريطانية وفي أودمورتيا. اسكتلندا لديها أعلى نسبة من حمر الشعر. 13 في المئة من السكان لديهم شعر أحمر وحوالي 40 في المئة يحملون جين أحمر الشعر المتنحي.

### الشعر الأشقر
يتراوح الشعر الأشقر (أحيانًا الأشقر للنساء) بين الأبيض الباهت (الأشقر البلاتيني) والأشقر الذهبي الداكن. الشعر البرتقالي هو مزيج من الشعر الأشقر والأحمر، وهو نوع نادر جدًا يحتوي على معظم الفيوميلانين. يمكن أن يحتوي الشعر الأشقر تقريبًا على أي نسبة من الفيوميلانين والإيوميلانين، ولكن يحتوي على كميات قليلة فقط من الاثنين. المزيد من الفيوميلانين يخلق لونًا أشقر ذهبيًا أو برتقالياً أكثر، ويخلق المزيد من اليوميلانين أشقر رمادياً أو رملياً. يوجد الشعر الأشقر بشكل شائع في شمال وغرب أوروبا وأحفادهم ولكن يمكن العثور عليه منتشرًا في معظم أنحاء أوروبا. أظهرت الدراسات التي أجريت في عام 2012 أن الشعر الأشقر الطبيعي للميلانيزيين ناتج عن طفرة متنحية في البروتين 1 المرتبط بالتيروزيناز (TYRP1). في جزر سولومون، يحمل 26٪ من السكان الجين، ومع ذلك، فهو غائب خارج أوقيانوسيا.

### الشعر الرمادي والأبيض
لا ينتج الشيب أو الشعر الأبيض عن صبغة بيضاء أو رمادية حقيقية، ولكن بسبب نقص الصبغة والميلانين. يظهر الشعر الصافي باللون الرمادي أو الأبيض بسبب طريقة انعكاس الضوء على الشعر. كما يظهر لون الشعر الرمادي بشكل طبيعي مع تقدم العمر.
في بعض الحالات، قد يكون سبب الشيب هو خمول الغدة الدرقية، متلازمة واردنبورغ، أو نقص فيتامين بي12. في مرحلة ما من دورة حياة الإنسان، تتباطأ الخلايا الموجودة في قاعدة بصيلات الشعر، وتتوقف في النهاية عن إنتاج الصباغ. اللمع هو اضطراب وراثي جسمي سائد نادر في تطور الخلايا الصبغية يسبب ناصية بيضاء خلقية.